# Марсио Родригеш
Марсио Родригес (20. децембар 1978) познат и као Маграо, бивши је бразилски фудбалер.

## Каријера
Током каријере играо је за Палмеирас, Коринтијанс Паулиста, Интернасионал и многе друге клубове.

## Репрезентација
За репрезентацију Бразила дебитовао је 2004. године. За национални тим одиграо је 3 утакмице.

## Статистика
| Бразил | Бразил | Бразил |
| Год.   | Ута.   | Гол.   |
| ------ | ------ | ------ |
| 2004   | 2      | 0      |
| 2005   | 1      | 0      |
| Укупно | 3      | 0      |